# Nhà Barianów-Rokicki ở Biecz
Nhà Barianów-Rokicki (hay còn được gọi là bảo tàng Nhà thuốc cũ) là một tòa nhà được xây dựng từ năm 1523 ở cuối đường Węgierskiej, phía nam của khu phố cổ ở Biecz, tỉnh Małopolskie, Ba Lan.

## Lịch sử
Tòa nhà được xây dựng năm 1523, sau khi xây dựng xong, Marcin Rokicki (dược sĩ nổi tiếng của Ba Lan, ủy viên hội đồng và thị trưởng của thành phố Biecz lúc bấy giờ) đã mua ngôi nhà và thành lập một hiệu thuốc ở đây.  Vào năm 1683, tòa nhà được mở rộng, bổ sung thêm một số chi tiết bởi cháu gái của Marcin Rokicki là Katarzyna Rokic. Đến năm 1963, tòa nhà được Hội đồng quốc gia thành phố mua lại để thành lập bảo tàng. Trong những năm 1970-1975, nó đã được xây dựng lại và khôi phục hoàn toàn cho mục đích bảo tàng. Kiến trúc sư Andrzej Krzyżanowski là tác giả của việc khôi phục lại tòa nhà và một số công trình liền kề với ngôi nhà.

## Kiến trúc
Tòa nhà được xây dựng bằng gạch, có hai tầng. Nó được lợp bởi một mái nhà chìm và các bức tường bên ngoài cao hơn so với mái, một kiểu kiến trúc mái nhà thời Phục hưng. Các cửa sổ có khung đá chạm khắc tinh vi, và mặt tiền bên ngoài được trang trí với một khung viền sgraffito (kỹ thuật trang trí tường dựa vào lớp thạch cao hoặc đất sét). Ở tầng trệt của tòa nhà có một phòng thuốc được xây dựng lại, ở đây là nơi triển lãm mô tả lịch sử của nhà thuốc, ngoài phòng thuốc, còn có một hầm rượu. Ở các tầng trên, còn có các triển lãm cho thấy đời sống âm nhạc trong và xung quanh khu vực Biecz. Trong phòng ở tầng một còn có triển lãm liên quan đến văn hóa vật chất tư sản, còn có một phòng trưng bày đồ thủ công mỹ nghệ cũ.

## Thư viện ảnh

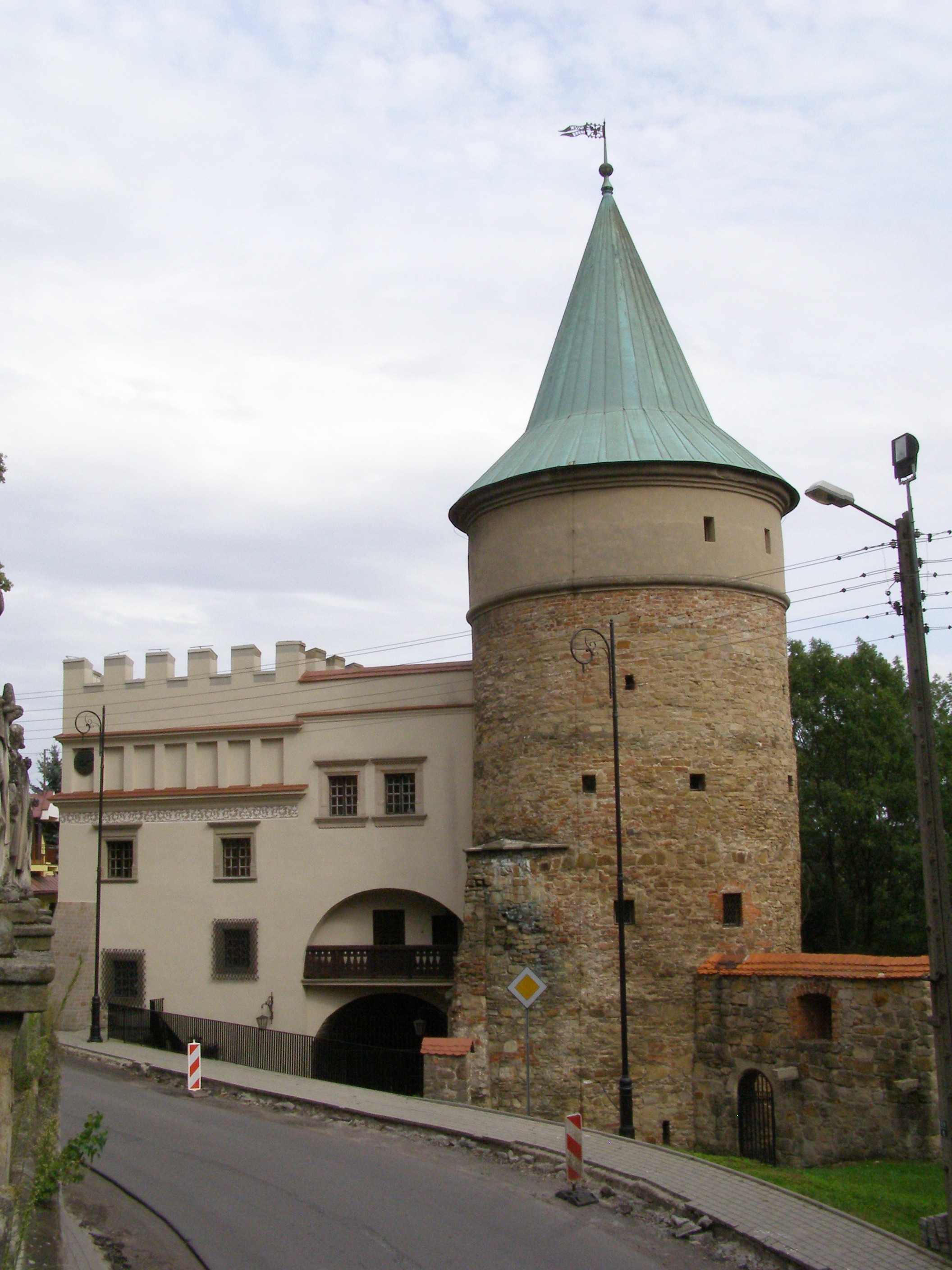
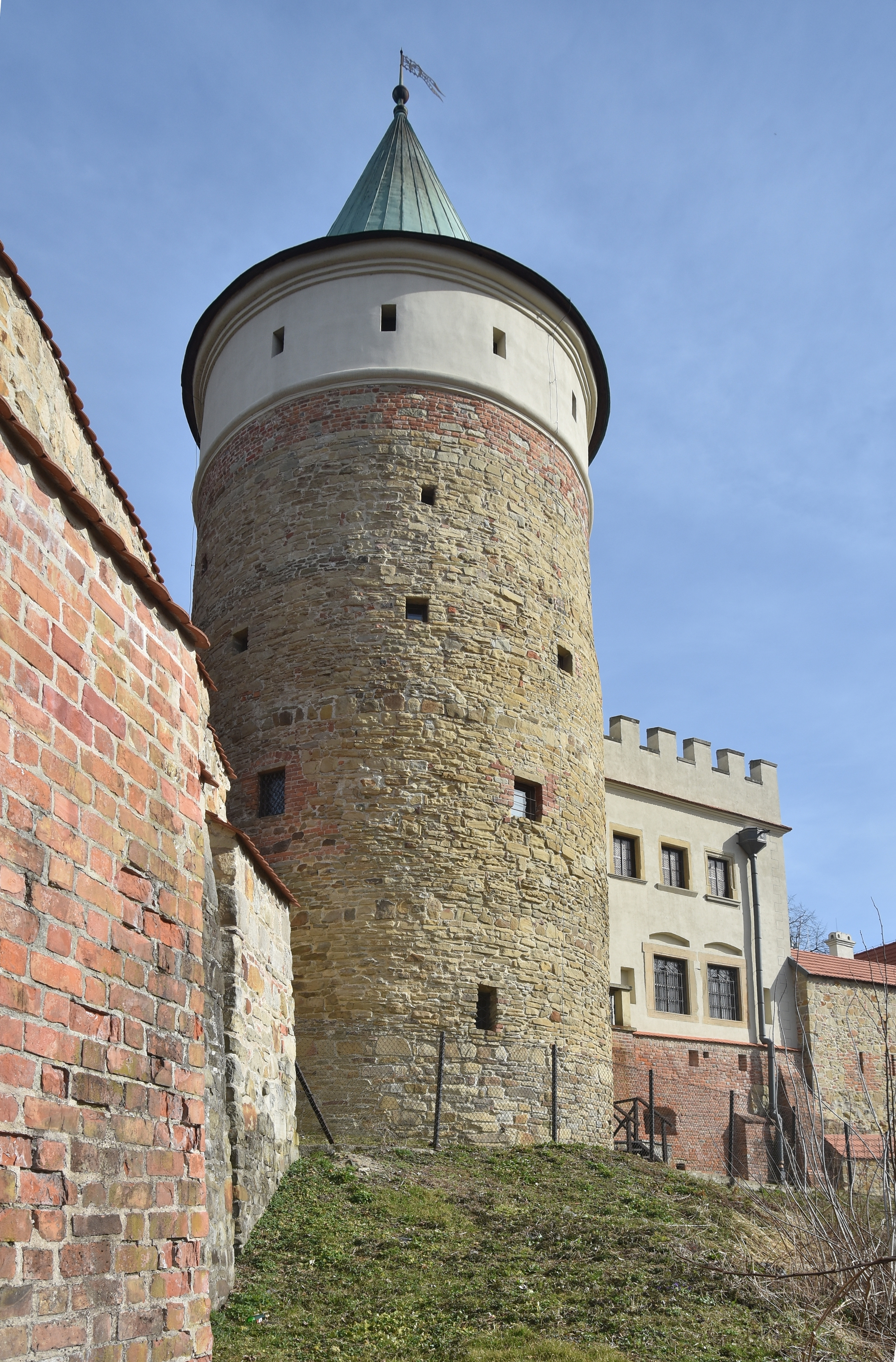
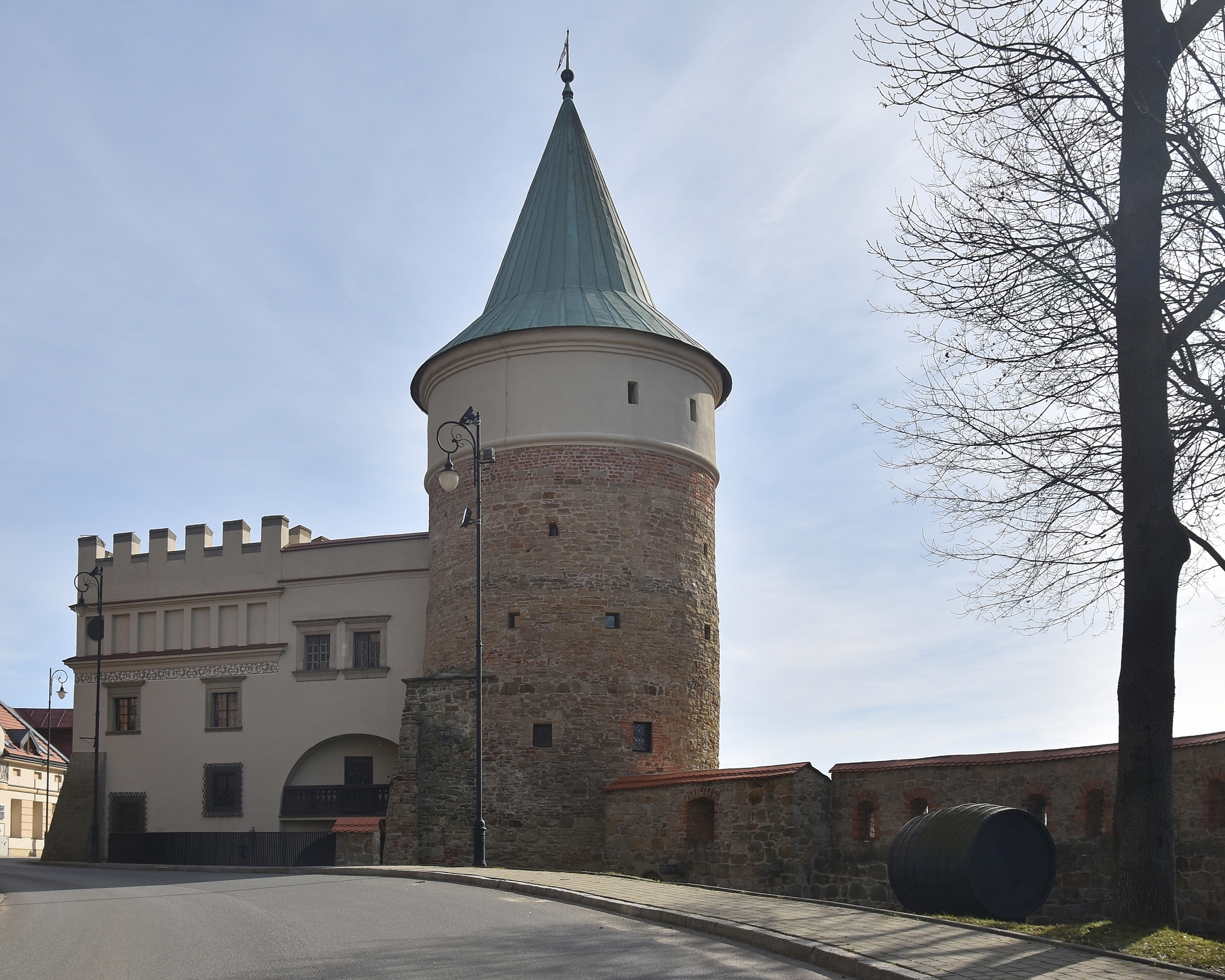
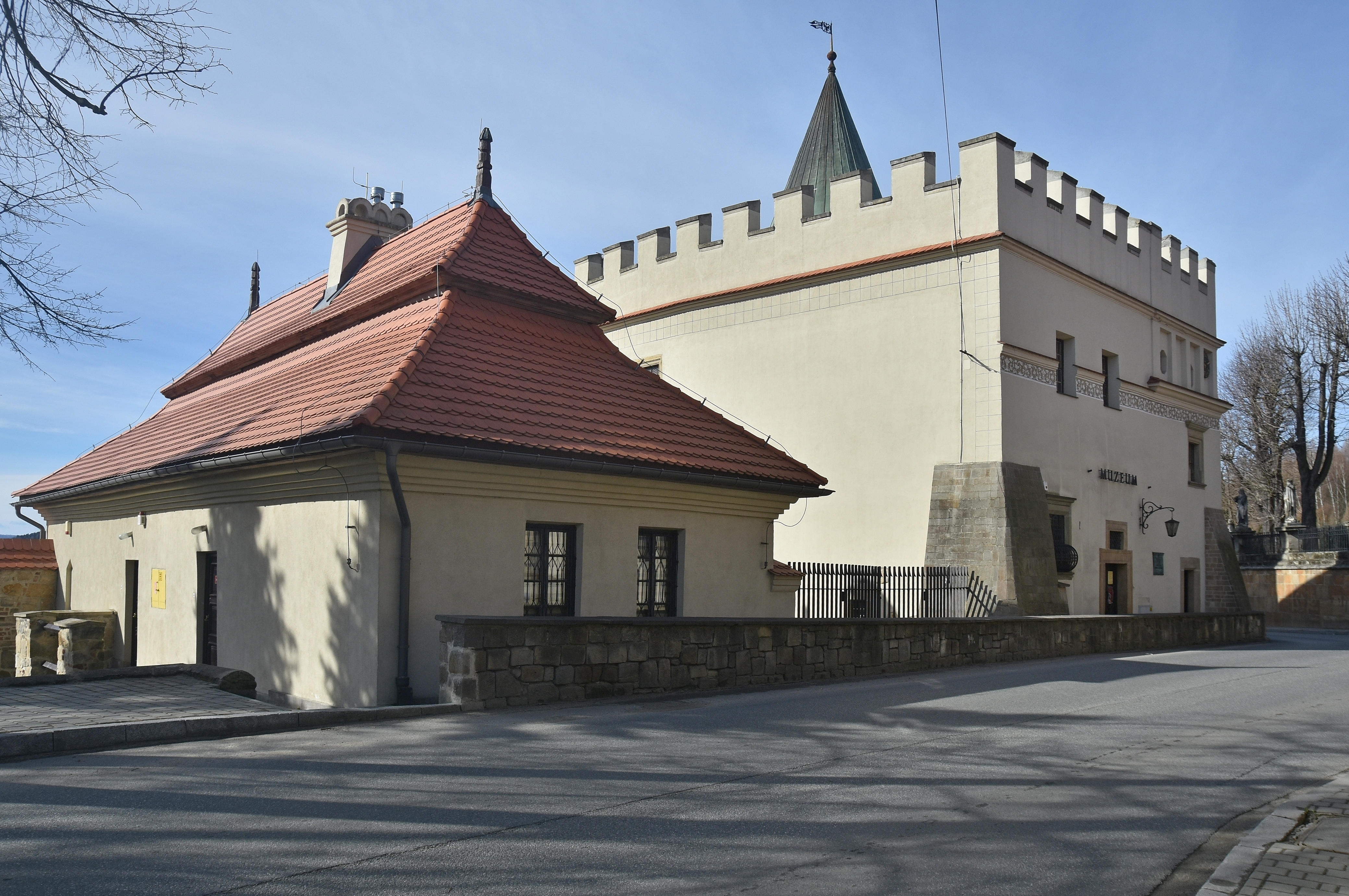
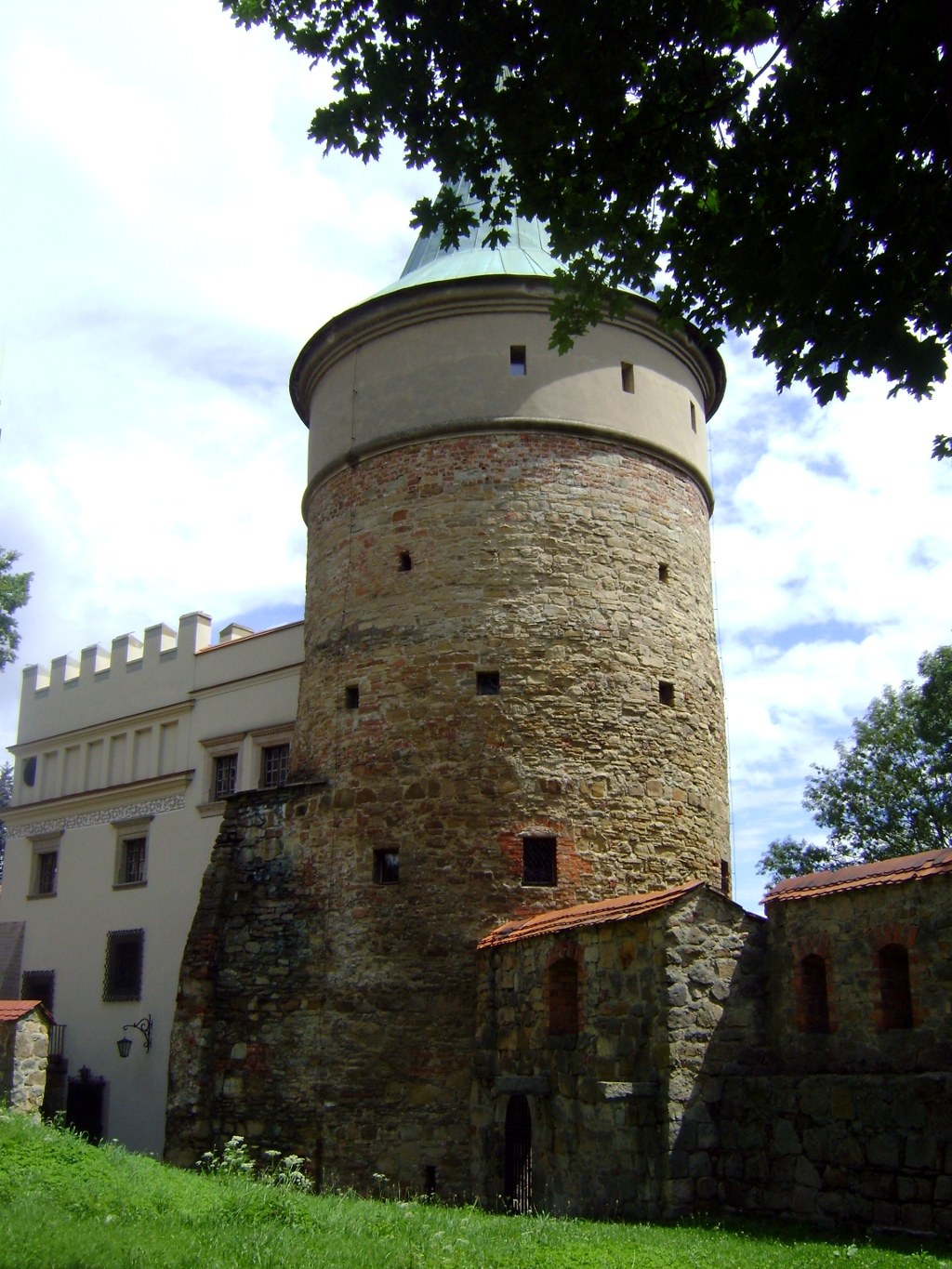